# 副无齿龙属
副无齿龙属（学名：Parahenodus）为无齿龙科的一个属。

## 下属物种
本属包括以下物种：
- Parahenodus atancensis de Miguel Chaves, Ortega & Pérez-García, 2018[2]